# Меремяе
Меремяе (ест. Meremäe), також Міхайлова, Міхайлово — село в Естонії. Адміністративний центр волості Меремяе, повіту Вирумаа.